# 金魚めし

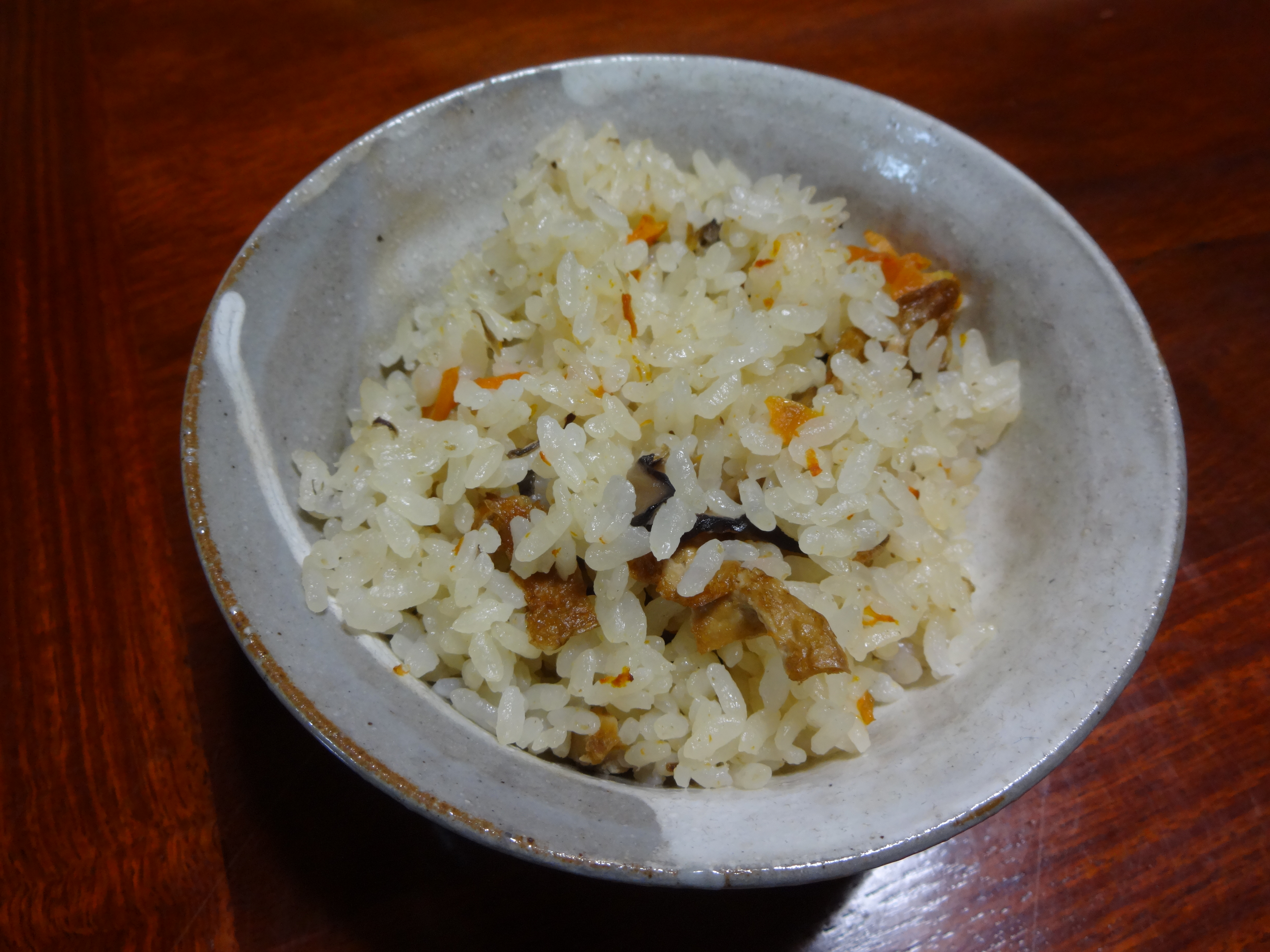
茶碗にもられた金魚めし

金魚めし（きんぎょめし）とは、各務原にんじんの生産が盛んな岐阜県各務原市の鵜沼地区に伝わる郷土料理の一つである。人参は、火山灰を含んだ黒ぼく土で栽培され全国でも珍しい二期作で栽培されている。

## 概要
人参と椎茸、油揚げなどを入れた炊き込みご飯。ご飯と一緒に炊き込んだニンジンが金魚のように見えることからそう呼ばれている。昔から、村のお祭りや、会合など人が集まる場所でよく食べられていた 。ニンジンをたくさん使用する事で、ニンジンのカロテン、特にβ-カロテンが豊富に摂取できる。
各務原市の小中学校では給食に出されることがある。